# Mariä Unbefleckte Empfängnis (Ebnat)

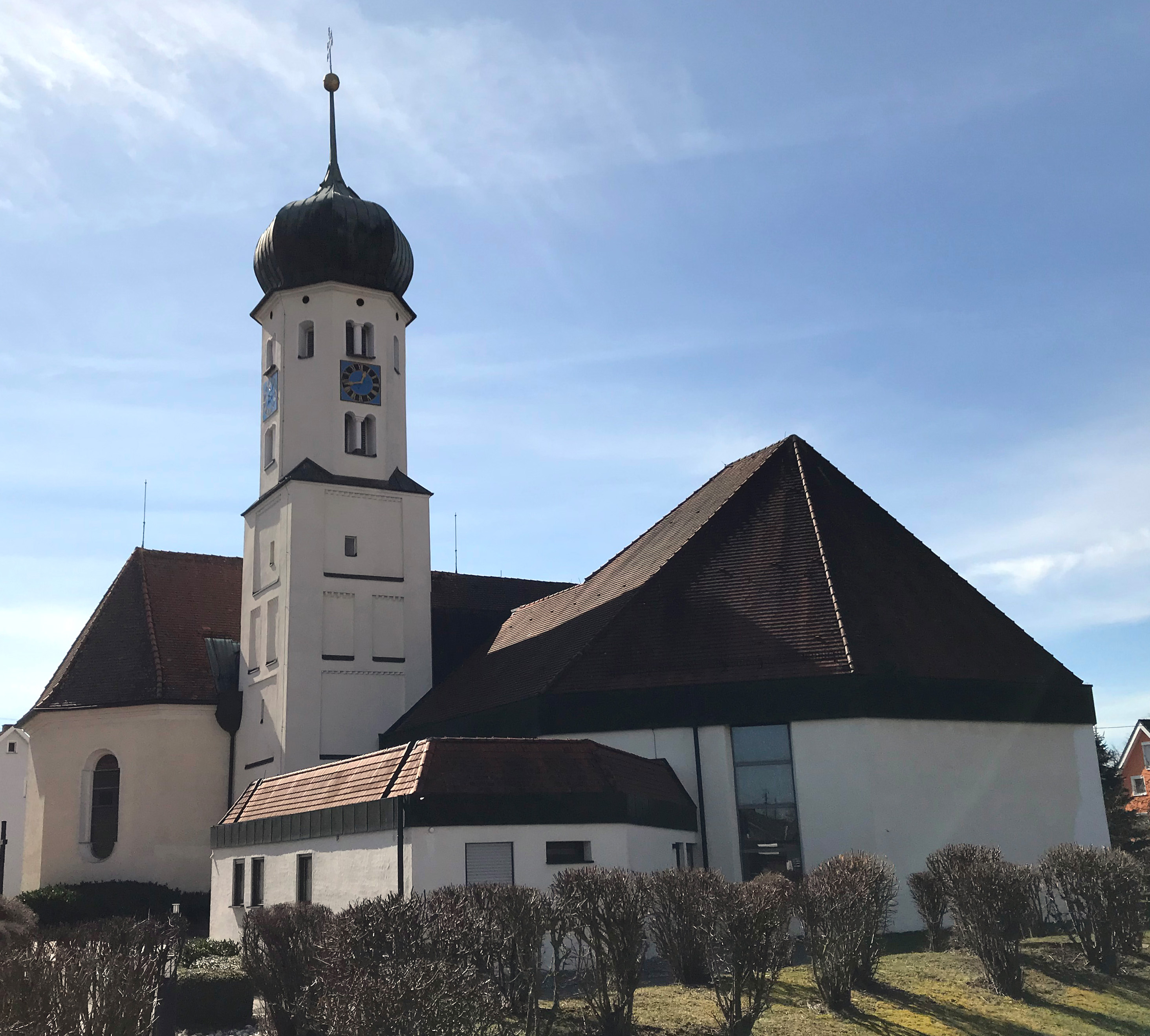
Mariä Unbefleckte Empfängnis
Alte Kirche (hinten, links der Chor), Neue Kirche (rechts) und Sakristeivorbau (vorne)

Die Kirche Mariä Unbefleckte Empfängnis ist die Pfarrkirche der gleichnamigen römisch-katholischen Pfarrgemeinde in Aalen-Ebnat.

## Vorgängerkirchen
Einer Konfirmationsurkunde Papst Bonifatius VIII. vom 13. Januar 1298 zufolge wurde eine schon bestehende Marienkirche in Ebnat zur Abtei Neresheim korporiert. Diese romanische Kirche wurde 1480 bis auf den Turm abgerissen.
Die zweite Pfarrkirche wurde 1481 bis 1485 unter dem Neresheimer Abt Eberhard von Emershofen im gotischen Stil erbaut. Sie wurde 1720 wieder abgerissen. Nur die unteren Geschosse des heutigen Turmes haben noch mittelalterliche Bausubstanz.

## Heutige Kirche

### „Alte Kirche“

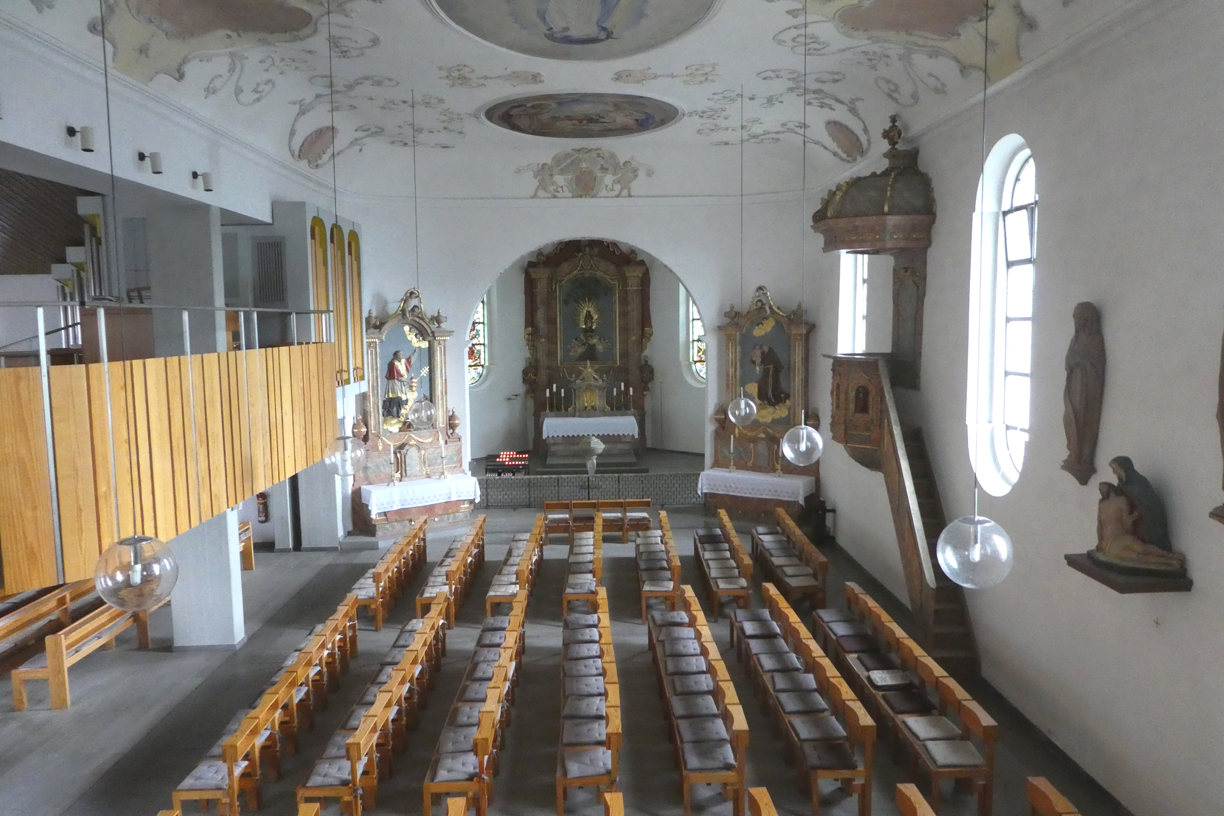
Blick in den Chor der Alten Kirche mit dem Gnadenbild über dem Hochaltar

Die heutige „Alte Kirche“ wurde zwischen 1720 und 1725 im barocken Stil erbaut. Der alte Turm wurde mit einem oktogonalen Aufsatz um zwei Stockwerke erhöht und erhielt eine barocke Haube. 1790 bis 1792 wurden die barocken Altäre durch neue im Stil des klassizistischen Barocks ersetzt. Die neue Innenausstattung stammt von Thomas Schaidhauf (1735–1807), dem damaligen Stiftsbaumeister der Abtei Neresheim.
Die über dem Hochaltar stehende Marienfigur stammt ursprünglich aus der Wallfahrtsstätte Maria Eich, die sich südwestlich von Ebnat im Wald „Scheiterhau“ befindet. Sie wurde dort 1692 von Unbekannten in einer ausgehöhlten Eiche als Gnadenbild aufgestellt. Das Bischöfliche Ordinariat des Bistums Augsburg, zu dem die Ebnater Pfarrei damals gehörte, ordnete in einem Schreiben vom 20. August 1744 an, dass diese Marienfigur in die Ebnater Pfarrkirche übertragen werden müsse. Dazu wurde zunächst ein kleiner Holzaltar errichtet, worauf die am 30. Mai 1745 in einer Prozession übertragene Statue aufgestellt wurde. Zum Gedenken an die Übertragung wird seit den 1920er Jahren jährlich am Sonntag vor Christi Himmelfahrt das „Fest der Ebnater Freude“ als Wallfahrtsfest begangen. 1792 wurde das Gnadenbild in den heutigen Hochaltar, dessen Altarbild aus einer Halbplastik einer Eiche, sowie einer Gloriole besteht, eingesetzt.
Das Altarbild des linken Seitenaltars zeigt Silvester I. zusammen mit verschiedenen Tieren als Attribute. Das Altarbild des rechten Seitenaltars zeigt Antonius von Padua mit dem Jesuskind. Der nach dem Zweiten Vatikanischen Konzil im Chorraum der Alten Kirche aufgebaute hölzerne Volksaltar wurde nach Fertigstellung der „Neuen Kirche“ entfernt und durch das aus dem 17. Jahrhundert stammende Taufbecken ersetzt.
Die Deckengemälde stellen die Verkündigung des Herrn, Maria vom Siege, die Heilige Familie, sowie die Krönung Mariens dar. Die Mosaikfenster stammen aus dem Jahre 1920 und ersetzten die zerstören Vorgängerfenster. Auf ihnen sind Martin von Tours und der Drachentöter Georg abgebildet.

### „Neue Kirche“
Mit der Aufnahme von 500 Heimatvertriebenen nach dem Zweiten Weltkrieg hatte sich die Anzahl der katholischen Gläubigen merklich erhöht, was sich auch in der Größe der „Alten Kirche“ bemerkbar machte. Zuletzt wurde diese 1931 renoviert und litt unter ihrem desolaten Bauzustand. So war 1963 zunächst davon die Rede, einen Kirchenneubau anzustreben. Dieser wurde nicht umgesetzt. Letztlich beschloss man die „Alte Kirche“ zu behalten und sie durch einen Anbau zu vergrößern. Dazu wurde die ehemalige Nordwand abgerissen, am 3. September 1973 erfolgte der erste Spatenstich, zwei Monate später die Grundsteinlegung. Am 11. Oktober 1981 wurde die Kirche von Bischof Georg Moser geweiht. 
Im Chorraum ist ein lebensgroßes, barockes Kruzifix angebracht, das aus dem Bestand der „Alten Kirche“ stammt. Ebenso wurde der Kreuzweg, bestehend aus 14 barocken Gemälden, in den modernen Bau integriert. Im Altarraum wurden zwei Mosaikfenster eingebaut, sie stellen die Wurzel Jesse mit Maria und dem Jesuskind, sowie Maria vom Siege dar. Die Fenster stammen von Traute und Gottfried Gruner.

### Gemeindezentrum
Zusammen mit dem Anbau der „Neuen Kirche“ wurden die gegenüberliegende „Pfarrscheuer“ (erbaut 1766) sowie das alte Pfarrhaus, das 1776 bis 1777 nach Plänen des Schwäbisch Gmünder Stadtbaumeisters Johann Michael Keller dem Jüngeren erbaut worden war, restauriert, umgebaut und mit einem Anbau versehen. Sie dienen heute als Gemeindezentrum. Im Zuge der Renovierung und Restaurierung von 2022 bis 2023 wurde das alte Pfarrhaus wieder zu Wohnzwecken umgebaut. Seitdem befindet sich im Obergeschoss die Pfarrwohnung. Im Erdgeschoss sind das Pfarramtssekretariat und das Büro der Kirchenpflege der Seelsorgeeinheit untergebracht.

### Denkmalschutz
Der gesamte Gebäudekomplex, bestehend aus Alter Kirche, Pfarrscheuer und altem Pfarrhaus steht unter Denkmalschutz.

## Bilder

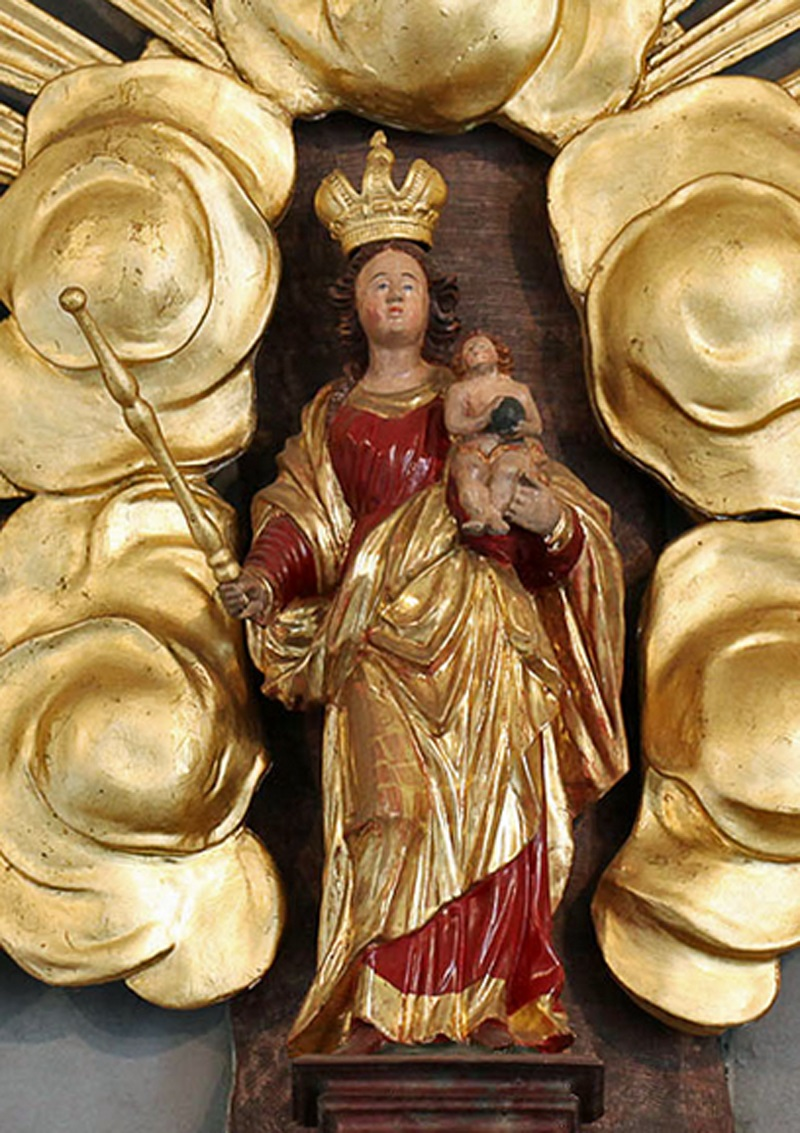
Gnadenbild über dem Hochaltar (Alte Kirche)
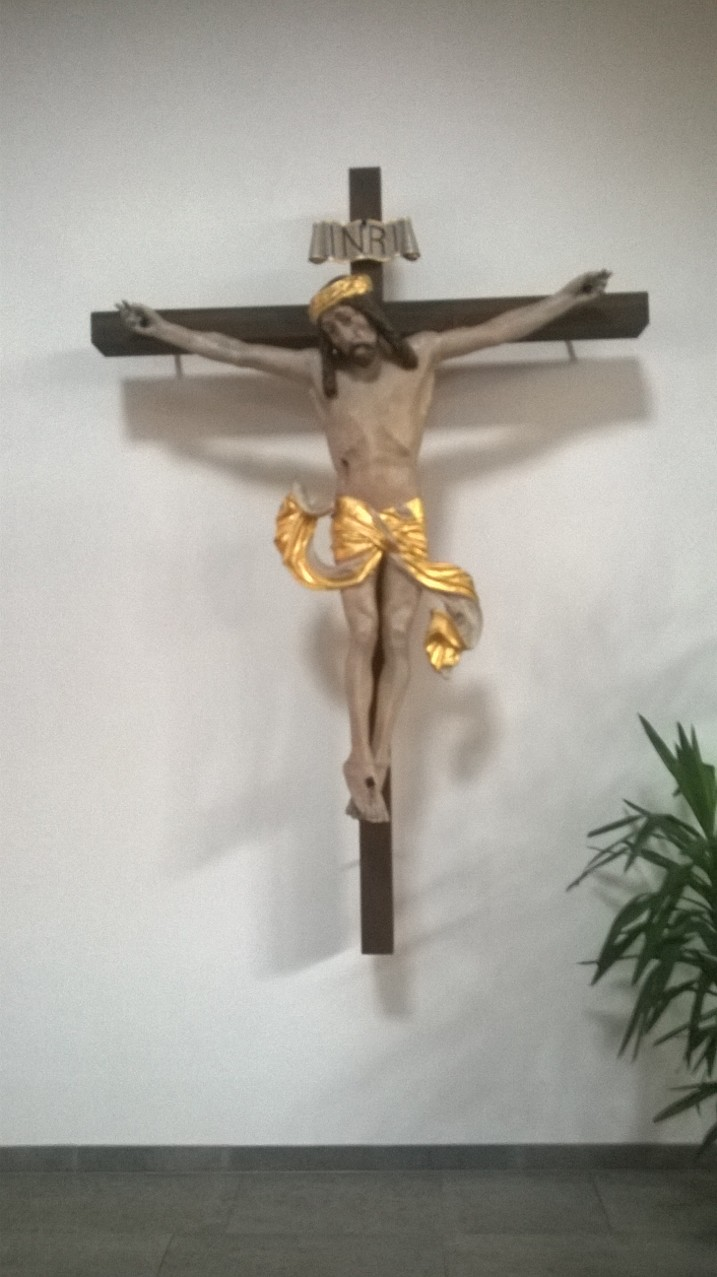
Kruzifix (Neue Kirche)
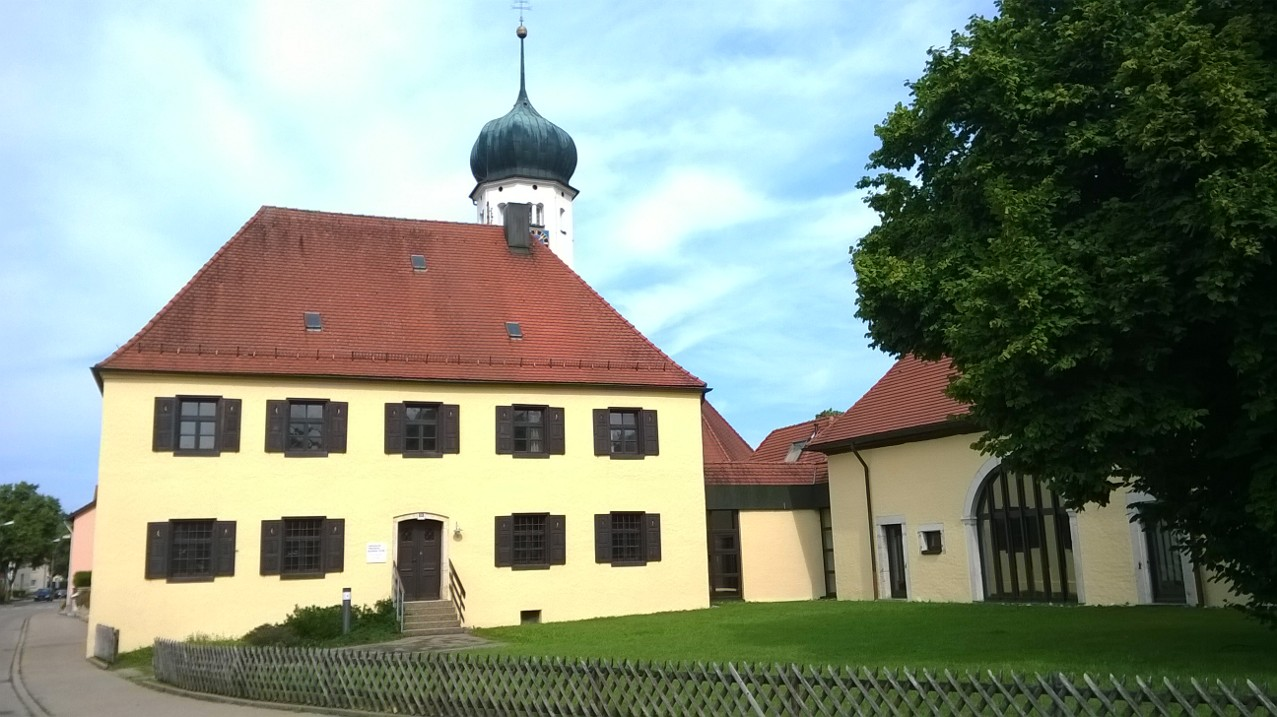
Altes Pfarrhaus nach Plänen von Johann Michael Keller d. J.

## Orgel

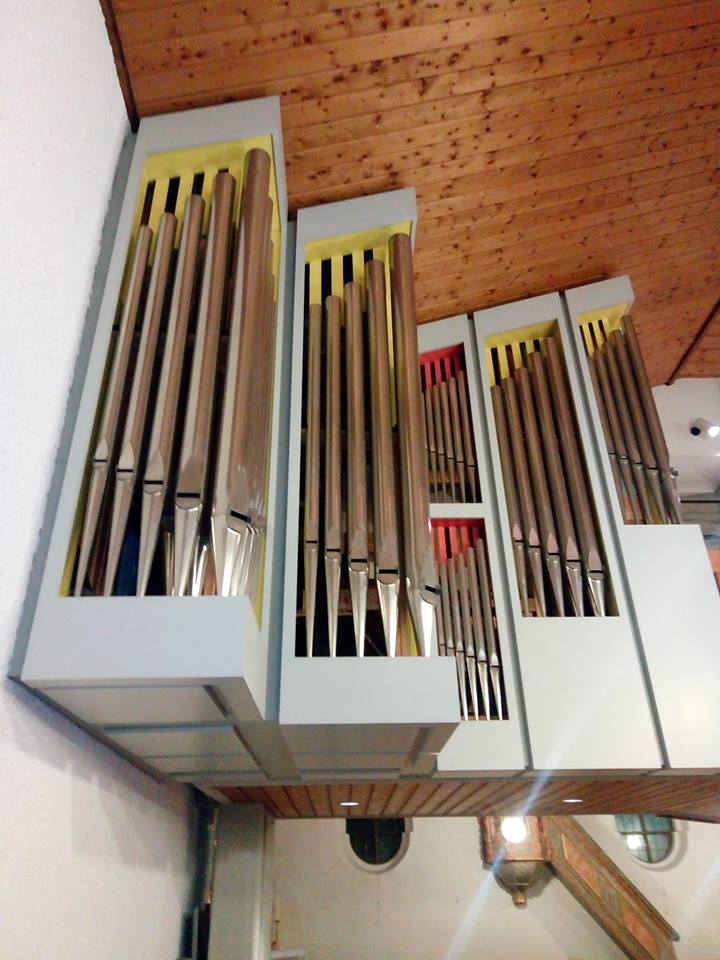
Orgelprospekt

Eine Orgel wurde für 200 Gulden ab dem 6. Juli 1791 von Orgelbaumeister Joseph Narzissus Allgeyer aus Wasseralfingen aufgebaut. Das in Teilen noch vorhandene Pfeifenmaterial der Allgeyer-Orgel wurde gereinigt und im Rahmen der Finanzierung des Orgelneubaus von 1991 an Privatpersonen verkauft. In den 1960er Jahren wurde die mittlerweile unbrauchbar gewordene Orgel durch eine elektronische Dr.-Böhm-Orgel ersetzt, die bis 1990 im Einsatz war.
1991 wurde von Reiser Orgelbau, Biberach an der Riß, wieder eine zweimanualige Pfeifenorgel bestehend aus 23 Registern (1.416 Pfeifen) eingebaut. Das Schleifladen-Instrument hat eine mechanische Spiel- und Registertraktur. Mit dem Anbau der „Neuen Kirche“ wurde die Orgel- und Chorempore an der ehemaligen Nordwand errichtet, so dass die Orgel unüblicherweise mitten im Kirchenraum steht.
| I Hauptwerk C–g3 |             |       |
| 01.              | Bordun      | 16′   |
| 02.              | Prinzipal   | 8′    |
| 03.              | Rohrgedackt | 8′    |
| 04.              | Oktave      | 4′    |
| 05.              | Blockflöte  | 4′    |
| 06.              | Sesquialter | 2 ⁄3′ |
| 07.              | Waldflöte   | 2′    |
| 08.              | Mixtur      | 2′    |
| 09.              | Trompete    | 8′    |
|                  | Tremulant   |       |

| II Schwellwerk C–g3 |              |       |
| 10.                 | Holzgedackt  | 8′    |
| 11.                 | Spitzgambe   | 8′    |
| 12.                 | Prinzipal    | 4′    |
| 13.                 | Traversflöte | 4′    |
| 14.                 | Oktave       | 2′    |
| 15.                 | Larigot      | 1 ⁄3′ |
| 16.                 | Cymbel       | 1′    |
| 17.                 | Oboe         | 8′    |
|                     | Tremulant    |       |

| Pedal C–f1 |                       |     |
| 18.        | Subbaß                | 16′ |
| 19.        | Oktavbaß              | 8′  |
| 20.        | Rohrgedackt (= Nr. 3) | 8′  |
| 21.        | Choralbaß (= Nr. 4)   | 4′  |
| 22.        | Mixtur (= Nr. 8)      | 2′  |
| 23.        | Fagott                | 16′ |

- Koppeln: II/I, I/P, II/P
- Spielhilfen: Feste Kombination: Organo Pleno (Tritt), Tritte für Koppeln, Tritte: Pleno ab, Zungen ab

## Geläut
Das Geläut besteht aus vier Glocken und erklingt vom Grundton e1 ausgehend mit der großen Terz, reinen Quinte und großer Sext im Vollgeläut als Sixte ajoutée. Es besitzt somit ein Salve-Regina-Motiv.
| Nr. | Name                       | Guss                       | Schlagton | Inschrift                                                             |
| --- | -------------------------- | -------------------------- | --------- | --------------------------------------------------------------------- |
| 1   | Christkönig-Glocke         | Bachert Heilbronn 1960     | e1        | Christus König schenk uns Frieden                                     |
| 2   | Marienglocke (Armenglocke) | Dillingen 1603             | gis1      | Hartmann Grau Stifter des Gotteshauses in Neresheim – Dem armen Ebnat |
| 3   | Christusglocke             | Bachert Heilbronn 1960     | h1        | Lobet den Herrn, dienet ihm mit großer Demut                          |
| 4   | Josefsglocke               | Wolfart-Kuhn Lauingen 1948 | cis2      | Gerechtester Josef, bitte für uns.                                    |

## Patrozinium
Das Patronatsfest wird am 8. Dezember, dem Hochfest der ohne Erbsünde empfangenen Jungfrau und Gottesmutter Maria begangen.

## Kirchengemeinde
Die gleichnamige Kirchengemeinde besteht derzeit aus etwa 2400 Mitgliedern. Sie ist der Seelsorgeeinheit Härtsfeld-Kochertal im Dekanat Ostalb zugeordnet. Bis zur Errichtung des Generalvikariats Ellwangen im Jahre 1812 war sie aufgrund der Zugehörigkeit zur Abtei Neresheim und später wechselnd zu den Häusern Oettingen-Wallerstein und Thurn und Taxis Teil des Bistums Augsburg. Seit 1821 gehört die Gemeinde zur Diözese Rottenburg-Stuttgart.

### Bekannte Geistliche
Der Chronist und Heimatforscher Johann Evangelist Schöttle war von 1852 bis 1862 Pfarrer und Schulinspektor der Kirchengemeinde Mariä Unbefleckte Empfängnis.